# Rhabdocoma obtusicaudata
Rhabdocoma obtusicaudata is een rondwormensoort uit de familie van de Trefusiidae.